# Сигизмунд Франц (Австрия-Тирол)
Сигизмунд Франц Австрийски (на немски: Si(e)g(is)mund Franz von Habsburg; * 27 ноември 1630, Инсбрук; † 25 юни 1665, Инсбрук) от фамилията Хабсбурги, е ерцхерцог на Австрия, управляващ от 1662 до 1665 г. Предна Австрия и Тирол и епископ на няколко епископии.

## Живот
Той е вторият син на Леополд V и на етруската принцеса Клавдия де Медичи. Сестра му Мария Леополдина Тиролска е втората съпруга на император Фердинанд III.
Без да е ръкоположен Сигизмунд Франц става през 1646 г. епископ на Аугсбург, 1653 г. епископ на Гурк и 1659 г. на Тренто. През 1662 г. брат му Фердинанд Карл умира без мъжки наследник и той кандидатства да стане негов наследник в Тирол.
През 1665 г. ерцхерцогът се отказва от църковните си служби, понеже решава да се ожени. Той кандидаства за ръката на Хедвиг фон Хесен-Дармщат, но бракът не се състои по религиозни причини. На 3 юни 1665 г. в Зулцбах чрез представител (per procurationem) Сигизмунд Франц се жени за Хедвиг фон Пфалц-Зулцбах (1650 – 1681), дъщеря на пфалцграф и херцог Христиан Аугуст от Пфалц-Зулцбах. Той умира внезапно в Инсбрук след дванадесет дена. Те не са били заедно и нямат деца.
С неговата смърт Тиролската линия на Хабсбургите изчезва през 1665 г. Император Леополд I поема управлението на Тирол. Сигизмунд Франц е погребан в криптата на Йезуитската църква в Инсбрук.
- Сигизмунд Франц фон Хабсбург и съпругата му Хедвиг фон Пфалц-Зулцбах
- Гробът на ерцхерцог Сигизмунд Франц